# 玻利维亚民族革命
1952年玻利维亚革命（西班牙語：  Revolución boliviana）是由玻利维亚民族主义革命运动领导的武裝鬥爭，玻利维亚民族主义革命运动還与自由主义者和共产主义者结盟。此次運動的主要领导人是维克托·帕斯·埃斯登索罗和埃尔南·西莱斯·苏亚索。   1952年4月9日，拉巴斯、波托西、苏克雷、圣克鲁斯等城市爆發武裝暴動。4月11日，埃尔南·西莱斯·苏亚索在玻利維亞总统府宣布起义胜利。4月16日，维克托·帕斯·埃斯登索罗回到玻利維亞就任总统，埃尔南·西莱斯·苏亚索担任副总统。玻利维亚民族主义革命运动成為玻利維亞執政黨，直至1964年11月4日因政变下台。 玻利维亚民族主义革命运动上台後將矿山国有化、实行普选、实行义务初等教育。